# Relicario de San Olaf

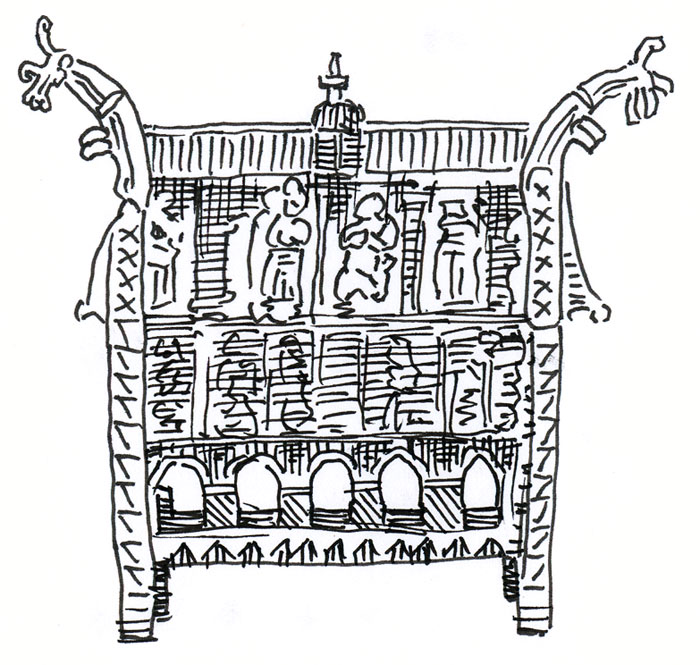
Dibujo de un relicario medieval

El relicario de San Olaf fue el estuche que resguardaba los restos mortales del rey Olaf II de Noruega en la Catedral de Nidaros, en Trondheim, Noruega y por extensión, formó parte de las reliquias de ese santo. Tuvo gran importancia simbólica para el cristianismo y para el país. Ante él prestaban juramento los reyes recién nombrados por el ting. 
Existieron en total tres relicarios, uno contenido dentro de otro, y en conjunto fueron los objetos más valiosos e importantes que existieron en Noruega durante la Edad Media. 
El relicario fue destruido en 1537 durante la reforma protestante y sus piezas de valor fueron desmanteladas y llevadas a Dinamarca, país que dominaba Noruega.

## Antecedentes

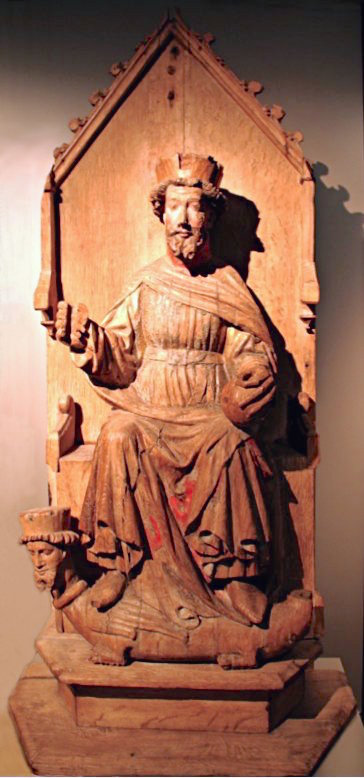
Imagen de San Olaf en la Iglesia de Austevoll, Hordaland, Noruega (obra aproximadamente de 1450).

Cuando el rey Olaf Haraldsson cayó en combate en la batalla de Stiklestad el 29 de julio de 1030, su cuerpo fue depositado en un sencillo cofre de madera, trasladado a Trondheim y enterrado a orillas del río Nidelven. Al año siguiente, el cofre fue desenterrado y vuelto a sepultar, ahora en el patio de la Iglesia de San Clemente, en la misma ciudad. En agosto de ese mismo año, los restos del rey fueron nuevamente exhumados y, según Snorri Sturluson, al hallar el cuerpo incorrupto, el relicario fue expuesto en el altar de la Iglesia de San Clemente para que se venerara a Olaf. En ese tiempo fueron agregados "materiales suntuosos" a la humilde madera.
Así nació la veneración de Olaf como mártir y santo cristiano. A orillas del río Nidelven, en el lugar donde se halló su primera tumba, se erigió una capilla, cuyo altar se situó justo donde había estado enterrado el monarca. El culto se extendió fuera de las fronteras de Noruega y con el tiempo, en el lugar de la capilla se levantó la Catedral de Nidaros. Las peregrinaciones a la tumba de San Olaf no se interrumpieron hasta la llegada al país de la reforma protestante, y Nidaros fue uno de los lugares de peregrinación más concurridos en Europa del Norte.

## Significado
En 1153 la importancia de la ciudad de Nidaros creció con el establecimiento del arzobispado. El 29 de julio, día de la batalla de Stiklestad, fue marcado en Noruega como el día de San Olaf. Aún en la actualidad, esa celebración se mantiene en muchos templos protestantes noruegos.
La peregrinación era un motivo de penitencia, y la iglesia recomendaba realizarla como un modo de expiar los pecados. También se hacía en aras de encontrar alivio y curación para las enfermedades. El objetivo de las peregrinaciones era pasar junto al relicario de San Olaf, y hubo varios testimonios sobre curaciones de enfermos que visitaron la Catedral de Nidaros durante la Edad Media.
Antiguamente, los reyes de Noruega eran nombrados en el Øreting, una asamblea celebrada en la desembocadura del río Nidelven. Esa tradición nació con el primer rey de Noruega, Harald Cabellera Hermosa. Aunque existían más asambleas en el país, se consideraba al Øreting como la que otorgaba la legitimidad al rey en cuestión. A partir de 1204 se comenzó a emplear un nuevo requisito: los reyes tenían que prestar un juramento ante el relicario de San Olaf, y el Øreting se trasladó a los terrenos de la Catedral de Nidaros.

## El segundo relicario de San Olaf
En total existieron tres relicarios. El primero consistió, como se ha visto, en un féretro de madera con un recubrimiento de elementos lujosos, que podrían ser incrustaciones de piedras preciosas, por ejemplo. El segundo fue un cofre de plata que según Snorri Sturluson fue ordenado por Magnus I de Noruega, el hijo de Olaf. Este segundo relicario fue adornado con oro, plata y piedras preciosas, y probablemente contenía relieves con motivos religiosos. Quizás era también de madera, pero con un baño de plata. Era un féretro, con medidas de 2 m de largo por cerca de 80 cm de ancho y alto y con bisagras en la tapa, y con una forma triangular tanto en la parte inferior como superior, a modo de techo de dos aguas. El antiguo cofre de madera fue colocado en este nuevo relicario.

## El tercer relicario de San Olaf
Existe un documento de la década de 1530, escrito por el arzobispo Olav Engelbrektsson, que describe un tercer relicario. Éste no tenía fondo, y su función era el de una suerte de funda que cubriera al segundo. Este tipo de funda sería similar al de San Cutberto, en la Catedral de Durham, en Inglaterra.
Erik Walkendorf, arzobispo de 1510 a 1522, dispuso colocar una valiosa gema en un extremo del sepulcro.

## La destrucción del relicario
El último arzobispo católico de Nidaros, Olav Engelbrektsson abandonó Trondheim el 1 de abril de 1537, con el propósito de regresar con una flota y combatir al Rey Cristián III de Dinamarca. En Steinvikholmen dejó una guarnición para que resistiera el mayor tiempo posible. Ahí, el arzobispo guardó las reliquias más importantes del país, entre ellas el relicario de San Olaf.
El arzobispo murió en los Países Bajos. La guarnición de Steinvikholmen se rindió. Todos los objetos de valor de la plaza cayeron en manos del rey de Dinamarca y fueron despiezados y transportados a Copenhague. Los metales preciosos serían fundidos para su reutilización. Un acuse de recibo danés da cuenta de "90 kg de plata procedentes del relicario de San Olaf, junto con 11 gemas". Sólo el cofre de madera, el más antiguo, permaneció en Steinvikholmen, para ser trasladado después a la Catedral de Nidaros, bajo cuyo piso fue enterrado.

## Los últimos restos del relicario
Con las excavaciones en Steinvikholmen en la década de 1880 se descubrieron varios objetos antiguos. Entre ellos se encontró una piedra preciosa labrada, con forma redondeada, similar a las gemas que solían colocarse en los relicarios en la Edad Media. De acuerdo al arqueólogo Øystein Ekroll, esta piedra es lo único que resta de la decoración del relicario de San Olaf y sería la gema número 12 de las que reportaron los daneses.
La piedra se halla actualmente en el Museo de Ciencias de Trondheim.